# Morwenna Talling
Pas d'image ? Cliquez ici

a Compétitions nationales et continentales officielles uniquement.

b Matchs officiels uniquement.
Dernière mise à jour le 29 juillet 2025.
Morwenna Talling, née le 29 novembre 2002 à York (Angleterre), est une joueuse internationale anglaise de rugby à XV évoluant principalement au poste de troisième ligne aile, parfois en deuxième ligne. Elle joue aux Sale Sharks.

## Biographie
Morwenna Talling naît le 29 septembre 2002, de parents qui pratiquaient tous deux le rugby à XV. Elle commence à l'âge de douze ans au sein du Malton & Norton RFC où joue son frère ainé, et qui dispose d'équipes de jeunes strictement féminines. À 17 ans, elle part en sport-étude à Loughborough, rejoignant logiquement le Loughborough Lightning où elle joue immédiatement en équipe première, avec un premier match contre les Saracens.
Elle devient internationale anglaise en novembre 2020 contre l'Italie.
En février 2021, elle subit une rupture des ligaments croisés du genou, ce qui lui fait rater le Tournoi des Six Nations. Elle pense également rater la Coupe du monde, mais celle-ci est repoussée à 2022 et Morwenna Talling s'en sert d'objectif pour sa rééducation.
Elle compte quatre sélections en équipe nationale quand elle est retenue en septembre 2022 pour disputer la Coupe du monde en Nouvelle-Zélande. Elle ne joue qu'une rencontre de poule, mais considère comme un succès le simple fait d'avoir été appelée.
À la fin de la saison 2022-2023, elle signe aux Sale Sharks.
À l'automne suivant, elle fait partie des trente joueuses qui repartent en Nouvelle-Zélande participer au WXV 2023 et le remporter[réf. nécessaire]. Elle dispute deux des trois matchs. Elle est également sélectionnée pour le Six Nations mais ne dispute aucun match.
En 2024-2025, elle porte à nouveau le maillot des Red Roses lors des trois matchs du WXV, encore remporté par les Anglaises.[réf. nécessaire]
En juillet 2025, elle est sélectionnée pour la Coupe du monde en Angleterre.

## Palmarès
- Vainqueur du Tournoi des Six Nations en 2020, 2023, 2024 et 2025.
- Finaliste de la Coupe du monde en 2021.
- Vainqueur du WXV en 2023 et 2024.